# Снєжана Пейчич
Снєжана Пейчич  (хорв. Snježana Pejčić, 13 липня 1982) — хорватський стрілець, олімпійська медалістка. Учасниця ОІ в Пекіні(3 місце

## Виступи на Олімпіадах
| Олімпіада  | Дисципліна                                     | Місце |
| ---------- | ---------------------------------------------- | ----- |
| Пекін 2008 | пневматична гвинтівка, 10 м                    | 3     |
| Пекін 2008 | дрібнокаліберна гвинтівка, 50 м, три положення | 26    |
| Ріо 2016   | пневматична гвинтівка, 10 м                    | 7     |
| Ріо 2016   | дрібнокаліберна гвинтівка, 50 м, три положення | 12    |